# Dimos Emmanouil Pappas
Dimos Emmanouil Pappas (Emmanouil Pappas) är en kommun i Grekland.   Den ligger i prefekturen Nomós Serrón och regionen Mellersta Makedonien, i den nordöstra delen av landet, 300 km norr om huvudstaden Aten. Antalet invånare är 19 053. Arean är 339 kvadratkilometer. Dimos Emmanouil Pappas gränsar till Сяр.
Terrängen i Dimos Emmanouil Pappas är varierad.